# Port lotniczy Grenoble-Isère
Port lotniczy Grenoble-Isère – międzynarodowe lotnisko położone 40 km na północny zachód od Grenoble. W 2008 obsłużyło 474 tys. pasażerów.
Na lotnisku znajduje się kampus École nationale de l'aviation civile (francuskiego uniwersytetu lotnictwa cywilnego).

## Połączenia i linie lotnicze
| Linia lotnicza        | Kierunek                                                                                                  |
| --------------------- | --- |
| Aurigny Air Services  | Sezonowo: 1. Guernsey                                                                                     |
| British Airways       | Sezonowo: 1. Londyn-Gatwick 2. Londyn-Heathrow                                                            |
| EasyJet               | Sezonowo: 1. Bristol 2. Edynburg 3. Londyn-Gatwick 4. Londyn-Luton 5. Manchester (od 10 grudnia 2023)     |
| Jet2.com              | Sezonowo: 1. Birmingham 2. Londyn-Stansted 3. Manchester 4. Newcastle                                     |
| Norwegian Air Shuttle | Sezonowo: 1. Sztokholm-Arlanda                                                                            |
| Ryanair               | Sezonowo: 1. Birmingham 2. Bristol 3. Dublin 4. Edynburg 5. Londyn-Luton 6. Londyn-Stansted 7. Manchester |
| Transavia             | Sezonowo: 1. Rotterdam Sezonowe czartery: 1. Kopenhaga                                                    |
| Wizz Air              | Sezonowo: 1. Londyn-Gatwick 2. Londyn-Luton 3. Wilno 4. Warszawa-Chopin                                   |